# Himno de la provincia de Salta
La canción Gloria a Salta es el himno oficial de la provincia de Salta, Argentina. Fue escrito y compuesto por José Argentino Di Giulio.
La zamba La Lopez Pereyra es el himno tradicional no oficial de la Provincia de Salta, Argentina. La música fue compuesta por Artidorio Cresseri y la autoría de la letra le ha sido atribuida a varias personas.

## Gloria a Salta
La marcha Gloria a Salta es el himno oficial de la provincia de Salta. Es obligatoria su entonación en todos los establecimientos escolares dependientes del gobierno provincial y en todo acto oficial después del Himno Nacional Argentino. Tanto la letra como la música son de autoría del general José Argentino Di Giulio. No debe confundirse como himno oficial de la provincia de Salta a la marcha Gloria a Salta, que lleva el mismo nombre, y es el himno oficial de la ciudad de Salta.

## La Lopez Pereyra
La López Pereyra es una zamba que popularmente considerada como el himno de la Provincia de Salta. Integra el repertorio tradicional de la música folclórica de Argentina. Es una de las zambas más antiguas de las que se tenga registro musical; su música fue compuesta en 1901 por el músico salteño Artidorio Cresseri (1862-1950), mientras que la autoría de su letra ha sido atribuido a varias personas.
El tema musical fue conocido inicialmente como Cafayate. Luego Cresseri le cambió el nombre a Chilena dedicada al doctor Carlos López Pereyra. El dedicatario era el abogado, periodista y juez salteño Carlos López Pereyra (1875–1929). Una leyenda urbana le atribuyó esta dedicatoria a la gratitud de Cresseri hacia el juez por haberlo supuestamente absuelto de un crimen, hecho del cual no existe ninguna constancia ni detalles tales como fecha, nombre de la supuesta víctima, o documentos como el expediente judicial. El músico Juan Carlos Carrivali narra el origen del nombre de la canción de la siguiente manera:
...fue un 25 de abril, en una noche propicia, lejana e inolvidable en el solar donde funcionaba el Hotel Salteño -luego Hotel París- donde se realizaban las famosas tertulias musicales a las que concurrían destacados vecinos, artistas, magistrados y militares; en que, sentado al piano, surgió de Artidorio Cresseri la amable idea de festejar a su amigo íntimo, el Juez de Instrucción de la provincia de Salta, Doctor Carlos López Pereyra (1875-1929), apasionado sostenedor de las manifestaciones artísticas y vernáculas, que cumplía años. En plena reunión, alzados los ánimos, López Pereyra pidió a Cresseri ejecutara esa chilena que tanto le agradaba. Fue entonces cuando, tocado también por la emoción, le dedicó su composición que bautizara en su homenaje, con el título original: `Chilena dedicada al Doctor Carlos López Pereyra´. Evidentemente, la calidad de la persona que motivó el homenaje y sobre todo el carácter público del mismo, dieron al hecho de la dedicatoria y bautizo de la zamba, una notoriedad que resulta obvio puntualizar.
La canción fue registrada legalmente por el músico santiagueño Andrés Chazarreta, gran compilador de música popular del norte argentino. Luego de la muerte de Cresseri, varios artistas salteños impulsaron a los descendientes del autor a iniciar un juicio contra Chazarreta, para que se reconocieran los derechos de Cresseri como autor de la música.[cita requerida] En 1978 la justicia falló a favor de Artidorio Cresseri, reconociéndole el 50% de los derechos de autor.[cita requerida] El tema también está registrado en SADAIC con los títulos La López Pereyra y Llorar llorar. Inicialmente, la canción fue titulada como Cafayate y luego como Chilena dedicada al doctor Carlos López Pereyra. También ha sido conocida como La chayateña.
No existe plena certeza sobre la autoría de la letra de la canción. Los investigadores coinciden en general en que la misma es obra de varios autores. Entre los escritores de la letra han sido mencionados Juan Francia, René Ruiz, Arturo Gambolini, José Gambolini, Carlos López Pereyra y el propio Artidorio Cresseri. La mayoría de los estudiosos coinciden en reconocer al uruguayo Juan Francia como autor de las tres primeras estrofas. Se cree que la letra fue compuesta en reuniones que se celebraban en el Hotel París, los sábados por la noche; esto quiere decir que cada persona aportaba algo nuevo en cada reunión.[cita requerida]

### Letra

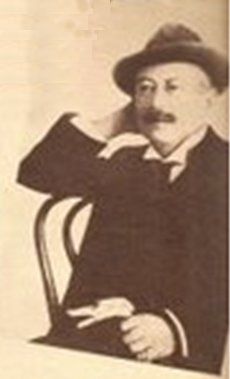
Artidorio Cresseri (1862-1950), autor de la música y coautor de la letra.

Yo quisiera olvidarte,
me es imposible mi bien, mi bien.
Tu imagen me persigue,
tuya es mi vida, mi amor también

Y cuando pensativo
yo solo estoy,
deliro con la falsía
con que ha pagado mi amor, tu amor.

Si yo pudiera tenerte
a mi lado todo el día,
de mis ocultos amores
paloma te contaría.

Pero es inútil mi anhelo, jamás, jamás.
Vivo solo para amarte,
callado y triste,
llorar, llorar.

Me has dicho que no me quieres,
pero eso no es un motivo,
me privas de tu mirada,
mi alma, sin ella no vivo.

Voy a esconderme a una selva
solo a llorar,
pueda ser que en mi destierro
tus ojos negros pueda olvidar.

En una noche serena
al cielo azul miré, miré,
contemplando a las estrellas
a la más bella le pregunté.

Si era ella la que alumbraba
tu amor, mi amor,
para pedirle por ella
al Dios piadoso resignación.

Música:   Artidorio Cresseri
Letra:   Juan Francia-Artidorio Cresseri-René Ruiz- Arturo Gambolini-Carlos López Pereyra